# Teubang Phui Baro
Teubang Phui Baro is een bestuurslaag in het regentschap Aceh Besar van de provincie Atjeh, Indonesië. Teubang Phui Baro telt 671 inwoners (volkstelling 2010).